# 릭 산체스
릭 산체스(Rick Sanchez)는 미국의 성인 애니메이션 릭 앤 모티에서 등장하는 캐릭터로, 저스틴 로일랜드가 창조하고 디자인한 캐릭터다. 담당 성우는 이안 카르도니이다.

## 특징
릭 앤 모티의 주인공이며, 우주선과 차원 이동 포탈건 등 자신의 발명품들로 손자 모티 스미스, 때로는 서머 스미스와 함께 온갖 외계행성과 멀티버스로 모험을 다닌다.
작중에서는 등장인물들에게 "우주에서 가장 똑똑한 사람"이라 불린다. 또한 나이에 걸맞지 않게 건장한 사람이나 외계인들과 싸울정도로 건장한 신체능력을 가지고 있다.

## 같이 보기
- 릭 앤 모티